# Plainview (Nebraska)
Plainview és una població dels Estats Units a l'estat de Nebraska. Segons el cens del 2000 tenia 1.353 habitants.

## Demografia
Segons el cens del 2000, Plainview tenia 1.353 habitants, 588 habitatges, i 362 famílies. La densitat de població era de 483,7 habitants per km².
Dels 588 habitatges en un 27% hi vivien nens de menys de 18 anys, en un 53,4% hi vivien parelles casades, en un 6,3% dones solteres, i en un 38,3% no eren unitats familiars. En el 36,6% dels habitatges hi vivien persones soles el 22,4% de les quals corresponia a persones de 65 anys o més que vivien soles. El nombre mitjà de persones vivint en cada habitatge era de 2,22 i el nombre mitjà de persones que vivien en cada família era de 2,92.
Per edats la població es repartia de la següent manera: un 23,4% tenia menys de 18 anys, un 6% entre 18 i 24, un 22,1% entre 25 i 44, un 20,4% de 45 a 60 i un 28,1% 65 anys o més.
L'edat mediana era de 43 anys. Per cada 100 dones de 18 o més anys hi havia 78 homes.
La renda mediana per habitatge era de 27.056 $ i la renda mediana per família de 35.625 $. Els homes tenien una renda mediana de 28.516 $ mentre que les dones 21.979 $. La renda per capita de la població era de 15.814$. Aproximadament el 8% de les famílies i el 13,4% de la població estaven per davall del llindar de pobresa.

## Poblacions properes
El següent diagrama mostra les poblacions més properes.